# Jürgen Herrlein

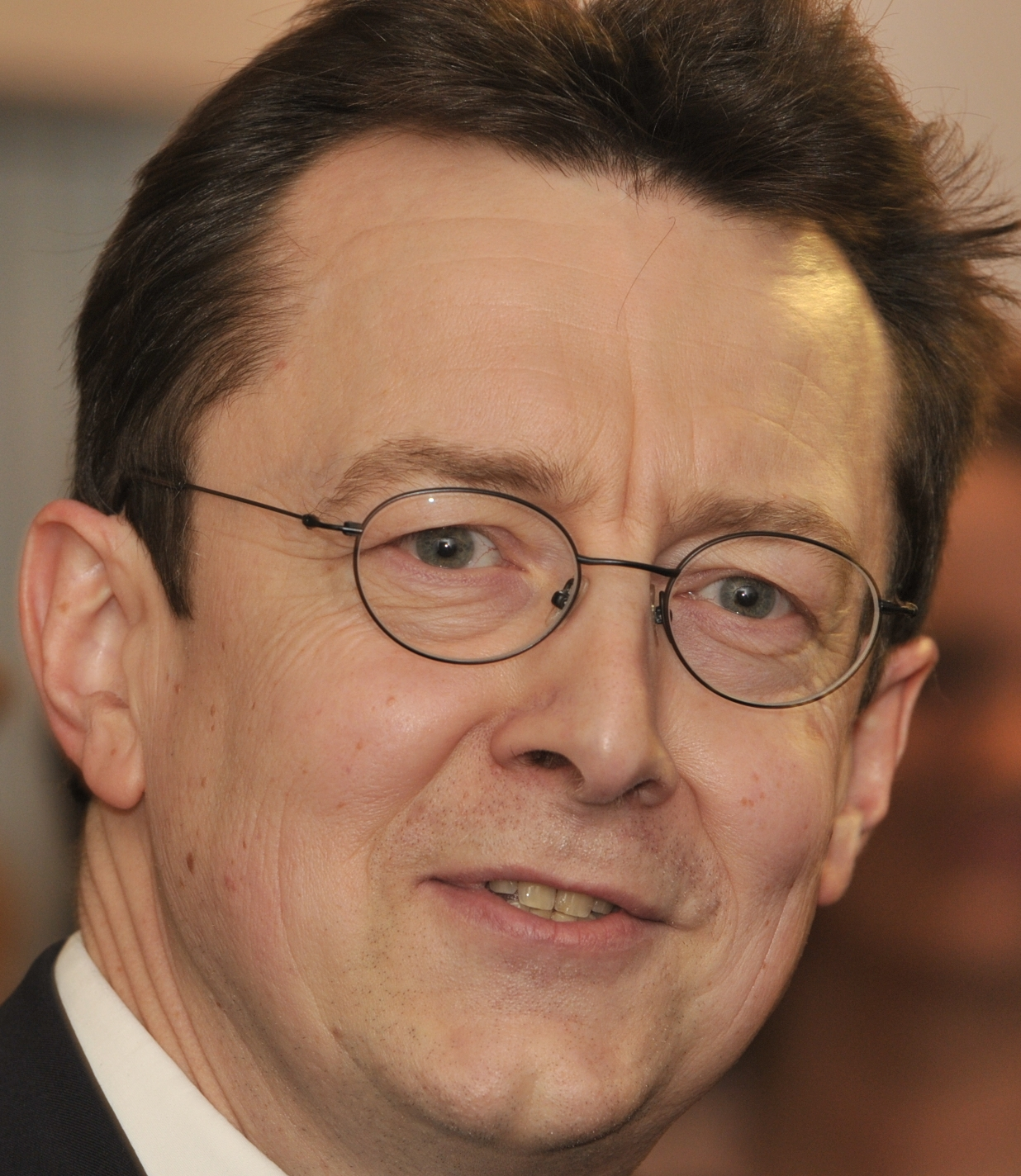
Jürgen Herrlein (2009)

Jürgen Herrlein (* 17. Juli 1962 in Regensburg) ist ein deutscher Rechtsanwalt und Studentenhistoriker.

## Leben
Herrlein wuchs in Regensburg und Friedrichsdorf im Taunus auf. Er besuchte das Kaiserin-Friedrich-Gymnasium in Bad Homburg und studierte ab 1982 an der Johann Wolfgang Goethe-Universität Frankfurt am Main Rechtswissenschaft. 1987 wurde er im Corps Austria Frankfurt am Main recipiert. 1991 war er stellvertretender Vorortsprecher des KSCV. Seit 1992 ist er ordentliches Mitglied, seit 2001 Vorsitzender der Statutenkommission des Kösener Senioren-Convents-Verbandes. Nach den Examen ließ er sich 1994 als Rechtsanwalt in Frankfurt am Main nieder. Bis 2000 war er Partner in einer Großkanzlei, danach bis 2007 geschäftsführender Gesellschafter einer Rechtsanwalts- und Steuerberatungsgesellschaft. Im Jahr 2000 wurde er Fachanwalt für Steuerrecht, 2005 zusätzlich Fachanwalt für Miet- und Wohnungseigentumsrecht. Vom Wintersemester 2005/2006 bis Sommer 2015 war er Lehrbeauftragter an der Universität Frankfurt am Main. 2006 wurde er Herausgeber der im Verlag C. H. Beck erscheinenden Neue Zeitschrift für Miet- und Wohnungsrecht (NZM). Seit 2007 ist er in einem neu gegründeten Büro tätig. Als juristischer Autor beschäftigt Herrlein sich vor allem mit Mietrecht und Steuerrecht. Die WirtschaftsWoche zählte ihn 2010 zum Kreis der 25 besten Mietrechtsanwälte Deutschlands. Seine historischen Veröffentlichungen befassen sich vor allem mit der Geschichte der Studentenverbindungen. Mit einer rechtsgeschichtlichen Doktorarbeit wurde er von Universität Bremen im Juli 2015 summa cum laude zum Dr. iur. promoviert. Er engagierte sich für die Neugründung von Corps in Frankfurt (Oder) und Zürich und trägt auch die Bänder von Borussia-Polonia (1999), Silesia (2000), Tigurinia (2007), Masovia (2002) und Ratisbonia (2019).

## Werke

### Juristische Schriften
- mit Ronald Kandelhard (Hrsg.): Praxiskommentar Mietrecht, Recklinghausen: ZAP-Verlag, 4. Aufl. 2010, ISBN 978-3-89655-488-8
- mit Lutz Eiding, Lothar Ruf: Öffentliches Baurecht in Hessen für Architekten, Bauingenieure und Juristen, München: C. H. Beck, 2. Aufl. 2007, ISBN 978-3-406-55716-3
- mit Nikolaj Fischer: Kauf, Miete und Unterbringung von Pferden, Berlin: VWF, 2006, ISBN 978-3-89700-436-8
- Steuerrecht in der mietrechtlichen Praxis, Bonn: Deutscher AnwaltVerlag, 2007, ISBN 978-3-89655-266-2, ISBN 978-3-8240-0907-7
- Richtig vermieten. Rechtssicherheit für Vermieter, München: C. H. Beck, 2. Aufl. 2015, ISBN 978-3-406-68367-1

### Historische Schriften
- Der Mainzer Revolutionär Paul Stumpf und seine Ahnen, in: Genealogie 1998, S. 356 ff.
- Genealogie der Familie Rothamer aus Rotham bei Straubing, in: Blätter des Bayerischen Landesvereins für Familienkunde, 2002, 37 ff.
- Corps Austria – Corpsgeschichte 1861–2001, Frankfurt am Main 2003.
- mit Silvia Amella Mai (Hg.): Josef Neuwirth (1855–1934) – Von der Wiege bis zur Bahre, Autobiographie. Frankfurt am Main 2009. ISBN 978-3-745046175
- mit Silvia Amella Mai: Heinrich Beer und seine studentischen Erinnerungen an Breslau 1847 bis 1850. WJK-Verlag, Hilden 2009, ISBN 978-3-940891-27-3.
- mit Silvia Amella Mai: Georg Zaeschmar und seine studentischen Erinnerungen an Breslau 1873 bis 1875. WJK-Verlag, Hilden 2010, ISBN 978-3-940891-35-8.
- Prager jüdische Akademiker als Mitglieder der Studentenverbindungen „Corps Austria“ und der „Rede- und Lesehalle deutscher Studenten in Prag“. Deren Exlibris- und Vereinsgraphik von Emil Orlik (1870–1932) und Georg Jilovsky (1884–1958). In: Österreichisches Jahrbuch für Exlibris und Gebrauchsgraphik, Bd. 66, 2009–2010, S. 27–35 ISBN 978-3-9500800-5-6.
- mit Silvia Amella Mai: Hermann Wollheim (1817–1855) und seine literarischen Werke. WJK-Verlag, Hilden 2012, ISBN 978-3-944052-04-5.
- Das Corps Hassia zu Frankfurt am Main – ein Baustein zur frühen Nachkriegsgeschichte der Studentenverbindungen an der Universität Frankfurt am Main, 2013 Digitalisat
- Zur „Arierfrage“ in Studentenverbindungen. Die akademischen Korporationen und der Prozess der Ausgrenzung der Juden vor und während der NS-Zeit sowie die Verarbeitung dieses Vorgangs nach 1945, Baden-Baden 2015

## Ehrungen
- Bandverleihung des Corps Masovia Königsberg zu Potsdam (2002)[7]
- Silberschale des Verbandes Alter Corpsstudenten (2013)
- Bandverleihung des Corps Ratisbonia München (2019)